# Dendropsophus pauiniensis
Dendropsophus pauiniensis és una espècie de granota que viu al Brasil i, possiblement també, a Bolívia.